# Heinz Sossenheimer
Heinz Sossenheimer (* 4. Oktober 1924 in Wiesbaden; † 8. Juli 2006 in Neuss) war ein deutscher Bauingenieur und Verleger.

## Leben und Wirken
Heinz Sossenheimer absolvierte nach Kriegsende an der TH Darmstadt ein Bauingenieurstudium, an der er auch noch nach dem Ende seines Studiums bis in die erste Hälfte der 1950er Jahre als Assistent Kurt Klöppels am Lehrstuhl für Statik und Stahlbau tätig war.
Während seiner Assistentenzeit betätigte sich Sossenheimer für die Schriftleitung der Zeitschrift Stahlbau. Dort trat er von 1952 bis 1958 mit zahlreichen Beiträgen, insbesondere auf dem Gebiet der Schweißtechnik an die Fachöffentlichkeit, nannte doch Kurt Klöppel 1955 in einem Aufsatz für die Zeitschrift Schweißen und Schneiden die Schweißtechnik Generalnenner der Ingenieurwissenschaften. Im selben Jahr gründete der Deutsche Verband für Schweißen und verwandte Verfahren e.V. (DVS) mit dem DVS-Verlag in Düsseldorf ein Tochterunternehmen, in das 1956 Heinz Sossenheimer als Redakteur der Zeitschrift Schweißen und Schneiden eintreten sollte. Zuvor wurde er bei Kurt Klöppel (Koreferent: Professor Udo Wegner) mit der Arbeit Rekursive Berechnung von β-Werten für hochgradig statisch unbestimmte Systeme. Ermittlung der β-Matrix unter Verwendung der Theorie der statisch unbestimmten Hauptsysteme an der TH Darmstadt zum Doktor-Ingenieur promoviert. Die auszugsweise in der Zeitschrift Der Stahlbau 1957 veröffentlichte Dissertation ist aus heutiger Sicht für die Geschichte der Baustatik insofern von Bedeutung, als sie das statisch unbestimmte Rechnen konsequent auf Basis der Matrizenalgebra formalisiert und somit für die EDV-Programmierung präformiert.
Sossenheimers berufliches Wirken verlagerte sich Ende der 1950er Jahre von der Weiterentwicklung der Baustatik zur technisch-wissenschaftlichen Gemeinschaftsarbeit auf dem Gebiet der Schweißtechnik. Er avancierte mit dem Professor für Schweißtechnik Helmut Koch zum Schriftleiter von Schweißen und Schneiden, wurde 1959 geschäftsführendes Präsidialmitglied des DVS und Geschäftsführer des DVS-Verlages. Ein Jahr später begründete er die Beilage der praktiker zu Schweißen und Schneiden; seit 1965 erscheint der praktiker als selbständige Zeitschrift mit Helmut Koch und Heinz Sossenheimer als Redakteure. Von Sossenheimers Festvortrag Förderung der schweißtechnischen Forschung und Entwicklung – Partnerschaft von Staat, Wirtschaft und Wissenschaft auf der Großen Schweißtechnischen Tagung vom 29. September bis 1. Oktober 1965 in Essen gingen entscheidende Impulse zur Gründung der Forschungsvereinigung „Schweißen und Schneiden“ des DVS aus, deren Geschäftsführung er übernahm. In Sossenheimers Impulsreferat und der Gründung der Forschungsvereinigung „Schweißen und Schneiden“ vollendete sich die Integration der sechs Handlungsbereiche wissenschafts- und verwaltungsbezogene Verbandspolitik, Wissenschafts- und Industriepolitik sowie verwaltungs- und industrieförmige Wissenschaft der Triade Wissenschaft, Industrie und Verwaltung – als der normsetzenden Vergesellschaftungsform für die technisch-wissenschaftliche Gemeinschaftsarbeit schlechthin – geradezu idealtypisch auf dem Gebiet der Schweißtechnik. Diese klare Erkenntnis und ihre konsequente Umsetzung in die gesellschaftliche Praxis ist das größte Verdienst von Heinz Sossenheimer als Wissenschaftsmanager der Schweißtechnik.
Aber auch auf dem Feld der internationalen Zusammenarbeit war Heinz Sossenheimer sehr erfolgreich. So war er Schatzmeister des Internationalen Verbandes für Schweißtechnik (IIW) und Vorsitzender von dessen Arbeitsgruppe Veröffentlichungen; regte er 1974 die Gründung des Europäischen Rates für Kooperation in der Schweißtechnik aus der die European Welding Federation hervorging; Veröffentlichung einer englischsprachigen Ausgabe der Zeitschrift Schweißen und Schneiden; 1981 die Übersetzung der Fachbeiträge in die chinesische Sprache, sowie 1985 die Edition der Zeitschrift International Welding Engineering ebenfalls in chinesischer Sprache.
1987 verlieh ihm die Fakultät Maschinenbau der Universität Dortmund in Anerkennung seiner Verdienste um die Schweißtechnik die Würde eines Dr.-Ing. Ehren halber. 1990 konnte Heinz Sossenheimer die alle zwei Jahre vom Deutschen Stahlbau-Verband (DSTV) verliehene Auszeichnung des deutschen Stahlbaues entgegennehmen. In der Begründung hierzu hieß es: „In Anerkennung seiner aus dem Stahlbau hervorgegangenen bahnbrechenden Forschungsarbeiten und von ihm initiierten Gemeinschaftsforschungen im nationalen und internationalen Bereich, mit denen er das Schweißen zur führenden Verbindungstechnik entwickelt hat“. Auf dem Festakt des DVS am 18. Oktober 1991 wurde Heinz Sossenheimer verabschiedet und ihm mit der DVS-Plakette die höchste Auszeichnung verliehen, die der DVS zu vergeben hat.

## Nachweise
1. ↑  Klöppel, K.: Schweißtechnik als Generalnenner der Ingenieurwissenschaften. Schweißen und Schneiden 7 (1955), H. 12, S. 485–488.
2. ↑  Fachzeitschrift für die Schweiss-, Schneid- und Löttechnik. DVS Media, abgerufen am 30. Juli 2019.
3. ↑  Sossenheimer, H.: Rekursive Berechnung von β-Werten für hochgradig statisch unbestimmte Systeme. Ermittlung der β-Matrix unter Verwendung der Theorie der statisch unbestimmten Hauptsysteme. Der Stahlbau 26 (1957), H. 7, S. 195–202 u. H. 8, S. 220–225
4. ↑  Kurrer, K.-E.: The History of the Theory of Structures. Searching for Equilibrium. Berlin: Ernst & Sohn 2018, S. 832–845. ISBN 978-3-433-03229-9.

| Personendaten    | Personendaten                       |
| ---------------- | ----------------------------------- |
| NAME             | Sossenheimer, Heinz                 |
| KURZBESCHREIBUNG | deutscher Bauingenieur und Verleger |
| GEBURTSDATUM     | 4. Oktober 1924                     |
| GEBURTSORT       | Wiesbaden                           |
| STERBEDATUM      | 8. Juli 2006                        |
| STERBEORT        | Neuss                               |